# Arcón de san Simeón
El arcón de san Simeón o ataúd de san Simeón (en croata: Škrinja sv. Šimuna) es un sarcófago rectangular de madera de cedro en forma de relicario, cubierto con placas de plata y plata dorada, que se dice que contiene las reliquias de El anciano Simeón; se encuentra sobre el altar mayor de la Iglesia de san Simeón en Zadar, Croacia. El cofre, considerado una obra maestra del arte medieval y también un monumento único del oficio de orfebre de la época, es una de las obras en oro más interesantes de Europa ahora bajo la protección de la UNESCO. Fue hecho por orfebres locales con un diseño italiano entre 1377 y 1380.
El culto a san Simeón, la historia de cómo la reina de Hungría, Isabel de Bosnia, robó el dedo del santo patrón de Zadar, o confaloniero como lo llaman los lugareños, y la donación de un magnífico santuario para expiar el robo del dedo del santo ilustran no sólo el aspecto político orquestado por los angevinos en medio de la creencia de la gente en la autenticidad del cuerpo de Zadar sobre el conservado en Venecia, pero también el alto nivel de desarrollo y calidad en la orfebrería durante la segunda mitad del siglo XIV.
La parte superior del cofre que contiene el cuerpo momificado del santo barbudo con corona de plata encerrado detrás de una lámina de vidrio transparente se eleva sobre el altar mayor y se muestra al público, así como su interior lleno de preciosos obsequios entregados por Isabel de Bosnia, cada año el 8 de octubre, a las 8:30 a. m..